# Jeret Peterson
Jeret Peterson, né le 12 décembre 1981 à Boise (Idaho) et mort (suicide) le 25 juillet 2011 dans l'Utah, est un skieur acrobatique américain, médaillé d'argent aux jeux olympiques d'hiver 2010 à Vancouver. Il y avait fait sensation en produisant son "Hurricane" : une acrobatie composée de trois flips et cinq vrilles.

## Palmarès

### Jeux olympiques d'hiver
| Édition             | Épreuve          | Épreuve |
| Édition             | Saut acrobatique |         |
| Salt Lake City 2002 | 9e               |         |
| Turin 2006          | 7e               |         |
| Vancouver 2010      | Argent           |         |

### Championnats du monde de ski acrobatique
| Édition          | Épreuve          | Épreuve |
| Édition          | Saut acrobatique |         |
| Deer Valley 2003 | 6e               |         |
| Ruka 2005        | 12e              |         |
| Madonna 2007     | 7e               |         |
| Inawashiro 2009  | 8e               |         |

### Coupe du monde
- 1 troisième place en 2007
- 1 petit globe de cristal : 
  - Vainqueur du classement du saut acrobatique en 2005.
- 15 podiums dont 7 victoires.